# 德意志银行香港上市产品列表
此为德意志银行部分在香港上市的证券产品列表。

## db x-trackers 滬深300指數ETF
db x-trackers 滬深300指數ETF（港交所：3049）是於香港交易所上市的交易所交易基金，这是一個滬深300指數（「指數」）是一項公眾持股量調整市值指數，計算所有在上海證券交易所和深圳證券交易所上市的A股的表現。指數由中華人民共和國整個A股市場內300隻市值及流通量最大的股份所組成。指數以人民幣報價。指數由中證指數有限公司（「中證指數」）以實時基礎計算及發佈。基金的買賣單位為每手300股，以港元結算。
現時基金持股比重最大公司（按所佔比重大小排序）為招商銀行、平安保險、中國民生銀行等。 

## db x-trackers 滬深300公用事業指數ETF
db x-trackers 滬深300公用事業指數ETF（港交所：3052）是於香港交易所上市的交易所交易基金，基金的買賣單位為每手450股，以港元結算。
現時基金持股比重最大公司（按所佔比重大小排序）為長江電力、廣東電力、申能投份等。

## db x-trackers 滬深300原材料指數ETF
db x-trackers 滬深300原材料指數ETF（港交所：3062）是於香港交易所上市的交易所交易基金，基金的買賣單位為每手300股，以港元結算。

## 滬深300能源指數ETF
滬深300能源指數ETF（港交所：3017）是於香港交易所上市的交易所交易基金，基金的買賣單位為每手250股，以美元結算。上市日期為2010年3月25日，這個是大家可以注意的，是有24隻成份股。
現時基金持股比重最大公司（按所佔比重大小排序）為中國神華能源、中國石油、西山煤電、中國石油化工等。 

## db x-trackers 滬深300 運輸指數ETF
db x-trackers 滬深300 運輸指數ETF（港交所：3063）是於香港交易所上市的交易所交易基金，基金的買賣單位為每手550股，以港元結算。
現時基金持股比重最大公司（按所佔比重大小排序）為大秦鐵路、中國遠洋控股、中國南方航空等。 

## db x-trackers 滬深300 金融指數ETF
db x-trackers 滬深300 金融指數ETF（港交所：2848）是於香港交易所上市的交易所交易基金，基金的買賣單位為每手200股，以港元結算。
現時基金持股比重最大公司（按所佔比重大小排序）為招商銀行、中國平安保險、中國民生銀行等。 

## db x-trackers 滬深300銀行指數ETF
db x-trackers 滬深300銀行指數ETF（港交所：3061）是於香港交易所上市的交易所交易基金，基金的買賣單位為每手200股，以港元結算。
現時基金持股比重最大公司（按所佔比重大小排序）為招商銀行、中國民生銀行、交通銀行等。 

## DB MSCI環球總回報淨值指數ETF
DB MSCI環球總回報淨值指數ETF（港交所：3019）是於香港交易所上市的交易所交易基金，基金的買賣單位為每手125股，以美元結算。上市日期為2010年2月24日，這個是大家可以注意的，是有28隻成份股。
現時基金持股比重最大公司（按所佔比重大小排序）為埃克森美孚、蘋果電腦、國際商業機器、雪佛龍等。

## db x-trackers 美元貨幣市場ETF
db x-trackers 美元貨幣市場ETF（港交所：3011）是於香港交易所上市的交易所交易基金，基金的買賣單位為每手只是5股，以美元結算。
事實上根據提供資料，是主要投資美元貨幣市場。 

## db x-trackers MSCI 美國總回報淨值指數ETF
db x-trackers MSCI 美國總回報淨值指數ETF（港交所：3020）是於香港交易所上市的交易所交易基金，基金的買賣單位為每手15股，以美元結算。
現時基金持股比重最大公司（按所佔比重大小排序）為埃克森美孚、蘋果電腦、國際商業機器等。 

## db x-trackers MSCI 韓國總回報淨值指數ETF
db x-trackers MSCI 韓國總回報淨值指數ETF（港交所：2848）是於香港交易所上市的交易所交易基金，基金的買賣單位為每手10股，以美元結算。
現時基金持股比重最大公司（按所佔比重大小排序）為三星電子、現代汽車、浦項鋼鐵等。 